# جان مارك فيري
جان مارك فيري (بالفرنسية: Jean-Marc Ferry)‏ هو أستاذ جامعي وفيلسوف بلجيكي وفرنسي، ولد في 5 مايو 1946 في أنتوني في فرنسا.